# 周唯奇
周唯奇（1986年10月1日—），江苏常州人，中国国际象棋棋手、特级大师。

## 生平
周唯奇于14岁时进入中国国家队。2008年晋升为国际象棋特级大师，也是江苏第3位、常州第1位特级大师。2009年，他在第一届全国智力运动会上获得超快棋赛冠军。2011年，夺得秦皇岛国际象棋国际公开赛冠军。2013年，他在常州创办了周唯奇国际象棋俱乐部。此外，周唯奇还担任过卜祥志、侯逸凡的助手。